# Города Колумбии
Колумбия является высокоурбанизированной страной, где 70 % населения проживает в крупных городах. Последняя перепись населения проводилась в 2005—2006 гг., в дальнейшем статистический подсчёт проводился Национальным Административным Департаментом Статистики (DANE) на основе данных по занятости и миграции населения. Ниже приведён список крупнейших городских муниципалитетов по населению.
| Города Колумбии |               |                      |                    |
| #               | Город         | Население (2016 год) | Департамент        |
| 1               | Богота        | 7 980 001            | Кундинамарка       |
| 2               | Медельин      | 2 486 723            | Антьокия           |
| 3               | Кали          | 2 394 870            | Валье-дель-Каука   |
| 4               | Барранкилья   | 1 223 967            | Атлантико          |
| 5               | Картахена     | 1 013 454            | Боливар            |
| 6               | Кукута        | 656 414              | Норте-де-Сантандер |
| 7               | Соледад       | 632 014              | Атлантико          |
| 8               | Ибаге         | 558 815              | Толима             |
| 9               | Букараманга   | 528 352              | Сантандер          |
| 10              | Соача         | 522 442              | Кундинамарка       |
| 11              | Вильявисенсио | 495 200              | Мета               |
| 12              | Санта-Марта   | 491 387              | Магдалена          |
| 13              | Перейра       | 472 023              | Рисаральда         |
| 14              | Бельо         | 464 560              | Антьокия           |
| 15              | Вальедупар    | 463 218              | Сесар              |
| 16              | Монтерия      | 447 716              | Кордова            |
| 17              | Пасто         | 445 511              | Нариньо            |
| 18              | Буэнавентура  | 407 539              | Валье-дель-Каука   |
| 19              | Манисалес     | 397 488              | Кальдас            |
| 20              | Нейва         | 344 130              | Уила               |
| 21              | Пальмира      | 306 727              | Валье-дель-Каука   |
| 22              | Армения       | 298 197              | Киндио             |
| 23              | Попаян        | 280 107              | Каука              |
| 24              | Синселехо     | 279 027              | Сукре              |
| 25              | Итагуи        | 270 920              | Антьокия           |
| 26              | Риоача        | 268 758              | Гуахира            |
| 27              | Флоридабланка | 266 102              | Сантандер          |
| 28              | Энвигадо      | 227 599              | Антьокия           |
| 29              | Тулуа         | 214 081              | Валье-дель-Каука   |
| 30              | Тумако        | 203 971              | Нариньо            |
| 31              | Доскебрадас   | 200 829              | Рисаральда         |

## Города-миллионники

### Богота
Крупнейший город и столица Колумбии, административный центр департамента Кундинамарка. В городе проживает около 1/6 населения страны. В пределах агломерации проживает почти 10 млн человек. Богота расположена в межгорной котловине Восточной Кордильеры Анд, на высоте 2600 м, отчего климат в городе относительно прохладный. Средняя температура самого тёплого месяца составляет +14 °С, а самого холодного около +13 °С.
Главный политический, экономический и культурный центр Колумбии. Концентрирует ¼ ВВП страны. Основана в 1538 году испанскими конкистадорами в центре цивилизации индейцев чибча.

### Медельин
Второй по значимости и величине город Колумбии. Медельин называют «Промышленной столицей Колумбии», кроме того город носит прозвища «Город Вечной Весны», «Столица гор», «Город цветов», «Столица Орхидей», «Прекрасная Деревня», «Серебряная Чашечка». Основан в 1616 году как деревня Сан-Лоренцо (ныне престижный район El Poblado — «Деревня»).
Получил бурное развитие благодаря месторождениям золота. В течение последней четверти XX века город Медельин считался штаб-квартирой Пабло Эскобара, лидера уголовной группировки, занимавшего седьмое место среди богатых людей мира, благодаря торговле наркотиками. В связи с этим город приобрёл недобрую славу столицы мирового наркобизнеса. Город приобрел прежнюю промышленную динамику развития в начале XXI столетия, было построено метро, усовершенствована городская инфраструктура, полиция добилась существенных успехов в борьбе с преступностью. В настоящее время Медельин стал современным, экономически развитым городом, привлекающим множество туристов каждый год.
Город расположен на севере Анд в долине Абурра, на берегах небольшой реки Порсе. Медельин лежит в зоне экваториального климата, но, благодаря полуторакилометровой высоте над уровнем моря и западным ветрам с Тихого океана, в целом климат Медельина можно назвать комфортным и умеренно тёплым.

### Кали
Один из трёх крупнейших городов Колумбии, центр департамента Валье-дель-Каука. Расположен на западе страны, в долине реки Каука, на высоте около одного километра над уровнем моря. Это единственный крупный колумбийский город, который расположен вблизи побережья Тихого океана. Город основан в 1536 году испанским конкистадором Себастьяном де Белалькасаром.
Кали — спортивный центр Колумбии. Это единственный в стране город, который был местом проведения Панамериканских игр (в 1971 году), в 1992 году — чемпионат мира по борьбе[уточнить], в 2013 — Всемирные игры, в 2014 — чемпионат мира по трековым велогонкам, в 2015 — чемпионат мира по легкой атлетике среди юношей. Город также известен как «Мировая столица сальсы».

### Барранкилья
Главный порт Колумбии, расположенный у устья самой длинной реки страны — Магдалена, впадающей в Карибское море, центр департамента Атлантико. Крупнейший промышленный город Колумбийского карибского региона. Город известен как Колумбийские Золотые Ворота, ранее считался раем для мигрантов из Европы, Ближнего Востока и других регионов Азии, был одним из самых современных и индустриально развитых городов Колумбии (в первой половине XX века), вторым по величине. Ныне уровень жизни несколько упал, вследствие коррупции и смещения вектора государственных инвестиций в пользу других колумбийских городов.
В Барранкилье проводится один из главных и самых красочных празднеств в стране — Барранкильский карнавал. Он был признан неотъемлемой частью культурного наследия страны Конгрессом Колумбии в 2001 году и ЮНЕСКО в 2003 году.
В 1919 году был построен международный аэропорт, который стал первым аэропортом в Южной Америке.

### Картахена
Картахена-де-Индиас — крупный порт на берегу Карибского моря. Основан в 1533 году испанскими конкистадорами с целью освоения джунглей Южной Америки в поисках Эльдорадо. Благодаря выгодному расположению и удобной бухте Картахена быстро стала одним из важнейших перевалочных пунктов в торговле между Старым и Новым светом, и основным портом для вывоза в Испанию золота и серебра. Город нередко подвергался нападениям пиратов с целью ограбления. В начале XIX века город был почти полностью разрушен, причиной чему была гражданская война и связанные с ней проблемы — голод, эпидемии, прекращение торговли и т. д. В начале XX века, после открытия нефтяных месторождений, началось возрождение города. Ныне приоритет отдан туризму, чему благоприятствует расположение на Карибском море и богатая колониальная архитектура, сохранившаяся ещё с XVI века.